# 최이순
최이순(崔以順, 1910년~1987년 9월 17일)은 대한민국의 교육인이다.
연세대학교 가정대학의 초대학장 및 생활과학연구소장, 애광학원 이사장, 가정학회장, 문교부 과학기술용어 제정심사위원, YWCA 재단이사,  가정법률상담소 어머니학교장, 대한적십자사 부총재를 지냈다.

## 수상
- 적십자인도자상 금장
- 국민훈장 동백장

## 저서
- 《살아온 조각조각》
- 《한국음식》